# Stangl (Sankt Wolfgang)
Stangl ist ein Gemeindeteil von St. Wolfgang im oberbayerischen Landkreis Erding.

## Lage
Die Einöde Stangl liegt am westlichen Ortsrand von Sankt Wolfgang. Von der Bundesstraße B 15 ist sie auf der kürzesten Strecke in 1,5 Kilometern zu erreichen. Es liegt in der Luftlinie 2 Kilometer südlich der Bundesautobahn A 94, von deren Ausfahrt 24 (Lengdorf) es auf einer 9,5 Kilometer langen Fahrt zu erreichen ist.
Knapp 3 Kilometer weiter nordwestlich gibt es im Weiler Sollach die nicht amtlich benannte Einöde Stangel mit einem ähnlich geschriebenen Namen.

## Geschichte
Stangl gehörte historisch zur Gemeinde Pyramoos in der Grafschaft Haag und später im Landkreis Wasserburg am Inn. Zusammen mit Pyramoos wurde Stangl am 1. April 1971 nach St. Wolfgang eingemeindet und gehört wie diese Gemeinde seit dem 1. Juli 1972 zum Landkreis Erding.

## Bevölkerung
In Stangl gab es 1871 fünf Einwohner. Im Mai 1987 lebten in Stangl zwei Einwohner in einem Wohngebäude.
| Jahr      | 1871 | 1925 | 1950 | 1970 | 1987 |
| Einwohner | 5    | 7    | 6    | 3    | 2    |